# Mirditë distrikt
Mirditas distrikt (albanska: Rrethi i Mirditës) var ett av Albaniens 36 distrikt. Det hade ett invånarantal på 37 000 och en area av 867 km². Det var beläget i norra Albanien, och dess centralort var Rrësheni. Andra städer eller kommuner i distriktet var Kurbneshi och Rubiku.